# Joey Hand
Joey Hand (ur. 10 lutego 1979 w Sacramento) – amerykański kierowca wyścigowy.

## Kariera
Hand rozpoczął karierę w międzynarodowych wyścigach samochodowych w 1998 roku od startów w Star Mazda West Coast, gdzie odniósł jedno zwycięstwo. Z dorobkiem 252 punktów uplasował się na czwartej pozycji w końcowej klasyfikacji kierowców. Rok później w tej samej serii był mistrzem. W późniejszych latach Amerykanin pojawiał się także w stawce edycji zimowej Formuły Palmer Audi, Barber Dodge Pro Series, American Le Mans Series, Atlantic Championship, Grand American Rolex Series, Amerykańskiej Formuły BMW, SCCA World Challenge, Grand-Am Koni Challenge, Continental Tire Sports Car Challenge, 24-godzinnego wyścigu Le Mans, V8 Supercars, Deutsche Tourenwagen Masters oraz United Sports Car Championship.

## Wyniki w 24h Le Mans
| Rok  | Zespół         | Partnerzy                | Samochód   | Klasa   | Okr. | Poz. | Klasa Pos. |
| ---- | -------------- | ------------------------ | ---------- | ------- | ---- | ---- | ---------- |
| 2011 | BMW Motorsport | Andy Priaulx Dirk Müller | BMW M3 GT2 | GTE Pro | 313  | 15   | 3          |